# سباستین سانچز (بازیکن فوتبال، زاده ۱۹۸۸)
سباستین سانچز (انگلیسی: Sebastián Sánchez؛ زادهٔ ۲۰ سپتامبر ۱۹۸۸) بازیکن فوتبال اهل آرژانتین است.